# Hrana za golubove
Hrana za golubove sedmi je studijski album zagrebačke rock skupine Film (Jura Stublić i Film), kojeg 1992. godine objavljuje diskografska kuća Croatia Records.
Ovo je bio posljednji studijski album kojeg su snimili 'Jura Stublić i Film'. Materijal sadrži nekoliko domoljubnih i antiratnih tema. Autori svih kompozicija su Jura Stublić i Nikša Bratoš. Uz Stublića u to vrijeme s njim su još svirali Mario Zidar (gitara), Vjekoslav Magdalenić (klavijature), Ante Pecotić (bas-gitara) i Goran Rakčević (bubnjevi).

## O albumu
Skladba "E moj druže beogradski" postala je vrlo popularna, a Stublić je novi tekst napisao na glazbu skladbe "Na morskome plavom žalu", koju je za popularni film Emira Kusturice Sjećaš li se Dolly Bell? početkom 1980-ih skladao Dragan Jokić. Prva skladba na albumu "Radio ljubav", govori o ljubavi u medijima, koji su u to vrijeme izvješćivali s ratom zahvaćenih područja u Hrvatskoj. Skladba "Dom" za temu ima Domovinski rat, a govori o svetosti jednog doma. "Bili cvitak" je također skladba ratne tematike, koja na to gleda iz perspektive hrvatskog branitelja. Od čitavog materijala u vrijeme dok je trajao Domovinski rat, najviše su se izdvojile skladbe "E moj druže beogradski" i "Bili cvitak". Osim novih skladbi album također sadrži i neke stare uspješnice.

## Popis pjesama
1. "Radio ljubav" (4:05)
2. "E, moj druže beogradski" (4:40)
3. "Dođi gola, dođi bosa" (4:04)
4. "Mog anđela više nema" (5:25)
5. "Kćeri moja i sestrice" (3:18)
6. "Grade, grade" (3:36)
7. "Gdje sam bio" (5:05)
8. "Dom"	(4:40)
9. "Bili cvitak"	(4:00)
10. "Golubove hranim" (4:10)

## Izvođači
- Jurislav Stublić – prvi vokal
- Mario Zidar – gitara
- Vjekoslav Magdalenić – klavijature
- Ante Pecotić – bas-gitara
- Goran Rakčević – bubnjevi

## Vanjske poveznice
- Rateyourmusic - Recenzija albuma